# 6 dni strusia
6 dni strusia – polski film fantastycznonaukowy z 2001 roku w reżyserii Jarosława Żamojdy.

## Opis fabuły
Tomasz Strusiński, obiecujący młody prawnik ma świetną pracę i powodzenie u dziewczyn. Zakochuje się w Justynie, która jest fotografką. Jej ojciec jest bankrutującym szefem fabryki azbestu, która sponsoruje drużynę koszykarską. Tomasz postanawia jakoś mu pomóc, a to z kolei nie podoba się jego szefowej i kończy się na tym, że Tomasz traci posadę oraz możliwość przyjścia z pomocą fabryce i drużynie. Doktor Dewilski, tajemniczy naukowiec, proponuje mu udział w eksperymencie, w wyniku którego zostanie gwiazdą koszykówki.

## Obsada aktorska
- Mariusz Frankowski – Tomasz Strusiński
- Wojciech Medyński – Zbyszek
- Patrycja Durska – Justyna
- Dariusz Biskupski – Dewilski
- Adam Wójcik – Adam Wójcik
- Dominika Figurska – Dagmara
- Beata Kuroczycka – Beata
- Grzegorz Mostowicz – Draganovic
- Krzysztof Kołbasiuk – ojciec Justyny
- Mateusz Dębski – "Rodman"
- Grzegorz Ruda – "Pipen"
- Mirosław Krawczyk – prezes klubu "Azbesty Pomorze"
- Ireneusz Kozioł – selekcjoner
- Grzegorz Mrówczyński – lekarz klubu "Azbesty"
- Piotr Kwiatkowski – kibic przy samochodzie
- Czesław Piasecki – sędzia I
- Piotr Hajduk – sędzia II
- Radosław Styś – prawnik
- Dariusz Pyca – kulturysta
- Julita Famulska – kulturystka
- Piotr Sobczyński – komentator sportowy
- Mirosław Krzysztofik – działacz I
- Jarosław Jadachowski – działacz II
- Cezary Szostek – gospodarz programu "Bliżej ludzi"
- Jolanta Rzaczkiewicz – gospodyni
- Artur Pacuła – pracownik firmy kurierskiej
- Michał Urbaniak – woźny w klubie "Azbesty"

## Produkcja
Zdjęcia kręcono w Warszawie, Pruszkowie i Powsinie. Okres zdjęciowy trwał od 4 lipca do końca lipca 2000 roku.